# Brad Renfro
Brad Barron Renfro (Knoxville, 25 de juliol de 1982 - Los Angeles, 15 de gener del 2008) va ser un actor estatunidenc. Va fer el seu debut el 1994 en la pel·lícula El client. Actuà en 21 pel·lícules, alguns curts i en un episodi de televisió durant tota la seua carrera. L'última part de la seua carrera es va veure aombrada per l'abús de substàncies i altres problemes personals. Va morir el 15 de gener de 2008 per una sobredosi d'heroïna.

## Infància i carrera
Brad Renfro va nàixer en Knoxville, Tennessee, fill de Angela i Mark Renfro, que treballava en una fàbrica. Fou criat per la seua àvia paterna, Joanne Barron (1931-2008), una secretària. Renfro va ser descobert quan tenia 10 anys per Mali Finn, un director de càsting que treballava per a Joel Schumacher. La seua única experiència prèvia va ser una producció col·legial antidrogues. Escollit per Finn, Renfro va actuar amb Susan Sarandon i Tommy Lee Jones en El client, sota la direcció de Joel Schumacher. La pel·lícula estava basada en la novel·la de John Grisham i es va convertir en una de les pel·lícules més aclamades d'aquell any. El 1995 guanyà el premi "Young Star" que atorga Hollywood Reporter, i va ser col·locat per la revista People en la llista dels 30 menors de 30 anys més influents ("Top 30 Under 30"). Eixe mateix any, va actuar com Huck Finn en la pel·lícula Tom and Huck al costat de Jonathan Taylor Thomas. El 1996, va participar en Sleepers, basada en la novel·la de Lorenzo Carcaterra. La pel·lícula va ser dirigida per Barry Levinson i comptà també amb la participació de Robert De Niro, Kevin Bacon, Dustin Hoffman i Brad Pitt. En 1998, va actuar al costat d'Ian McKellen en Apt Pupil, dirigida per Bryan Singer. Renfro va actuar en altres pel·lícules, incloent Ghost World i Bully en 2001 i en The Jacket en 2005. També va aparèixer en un capítol de Law & Order: Criminal Intent i acabà de rodar la pel·lícula The Informers, coprotagonizada per Winona Ryder i Billy Bob Thornton.

## Problemes personals
En 1998, se li van imposar uns càrrecs per possessió de cocaïna i marihuana. Al desembre de 2005, va ser arrestat durant una batuda contra traficants de drogues i va rebre càrrecs per possessió d'heroïna. Una fotografia seva emmanillat isqué en la portada de Los Angeles Times. Renfro va admetre a un detectiu que estava usant heroïna i metadona. En el jutjat, va ser declarat culpable dels càrrecs, i va ser sentenciat a tres anys de rehabilitació. En 2006, va passar 10 dies en la presó per conduir sota els efectes d'heroïna. Al juny de 2007, un jutge va descobrir que no havia anat a rehabilitació. Seguidament va ser enviat a un centre de desintoxicació. Té un fill dit Yamato Renfro que viu al Japó amb la seua mare.

## Defunció
Renfro va ser trobat mort en el seu apartament de Los Angeles el 15 de gener de 2008. El 8 de febrer es determinà que la mort va ser provocada per una intoxicació accidental d'heroïna i morfina.
El seu cos fou tornat a East Tennessee pel seu funeral i soterrament. Fou soterrat el 22 de gener del 2008, en un lloc tranquil en el Red House Cemetery, al nord de Knoxville, en el petit poble de Blaine, Tennessee.
Menys de dues setmanes després, la seua àvia, Joanne Barron Renfro, que va cuidar d'ell des dels cinc anys i li va acompanyar en els seus primers càstings, va morir en la seua casa a l'edat de 76 anys de causes naturals.

## Filmografia
| Any  | Pel·lícula                          | Paper                   |
| ---- | ----------------------------------- | ----------------------- |
| 1994 | The Client                          | Mark Sway               |
| 1995 | Tom and Huck                        | Huck Finn               |
| 1995 | The Cure                            | Erik                    |
| 1996 | Sleepers                            | Michael Sullivan (jove) |
| 1997 | Telling Lies in America             | Karchy Jonas            |
| 1998 | Apt Pupil                           | Todd Bowden             |
| 2000 | Somnis d'adolescent (Skipped Parts) | Dothan Talbot           |
| 2001 | Bully                               | Marty Puccio            |
| 2001 | Tart                                | William Sellers         |
| 2001 | Happy Campers                       | Wichita                 |
| 2001 | Ghost World                         | Josh                    |
| 2002 | American Girl                       | Jay Grubb               |
| 2002 | Deuces Wild                         | Bobby                   |
| 2005 | The Jacket                          | El extraño              |
| 2006 | 10th and Wolf                       | Vincent                 |
| 2008 | The Informers                       | Jack                    |